# Carin Malmlöf-Forssling
Cet article possède un paronyme, voir Forsling.
Carin Malmlöf-Forssling (née le 6 mars 1916 et morte le 11 septembre 2005) est une organiste, chef de chœur et compositrice suédoise.

## Biographie
Carin est née à Gävle, en  Suède. Elle obtient son premier diplôme d'orge et de direction à Uppsala en 1937. Elle poursuit ses études de composition avec Melcher Melchers de 1941 à 1943 à l'École royale supérieure de musique de Stockholm. Elle obtient un diplôme d'enseignement en 1942 puis poursuit ses études de piano et de composition avec Nadia Boulanger à Paris. Malmlöf-Forssling termine ses études en 1957 puis travaille comme professeure de musique et compositrice,. Elle a été élue en 1970 à la Société suédoise des compositeurs (en) (FST) et a été pendant de nombreuses années son seul membre féminin.
Elle reçoit en 1987 la Medaljen för tonkonstens främjande.

## Œuvres
- Revival, 1976
- Flowings, 1986[3]
- Ceremonial Prelude pour orgue, 1937
- Sonata Svickel pour flûte seule, 1964
- Orizzonte pour cor seul, 1981
- Revival pour cordes, 1976[4]
- Litania for soprano

## Enregistrements de ses œuvres
- Bluebell of Sweden, 1985